# 鬼頭秀一
鬼頭 秀一（きとう しゅういち、1951年 - ）は、日本の環境倫理学者。東京大学名誉教授。愛知県名古屋市出身。

## 人物
環境倫理学及び環境にかかわる科学技術社会論が専門。生物多様性保全や自然再生のあり方と、地域社会との関係、持続可能な社会の構築についての理念に関する研究があり、白神山地など数多くの「現場」を歩きつつ、ローカルでかつ普遍的な「環境倫理」を「現場」から構築してきた。理論的には「社会的リンク論」を提唱。「よそ者」論でも有名であり、環境運動において「よそ者」が果たしている役割について論じている。2024年度科学技術社会論・柿内賢信記念賞特別賞受賞（「日本における環境倫理学ならびに環境問題に係る科学技術社会論の発展への貢献」）
「大学院博士課程まで薬学を学んだ後、科学哲学に専攻を変えた。40歳を過ぎて世界遺産・白神山地にて聞き取り調査に関わったことを機に「現場の声」から環境倫理学を立ち上げる、新たな試みに関わる。」

## 略歴[10]
1970年東海高等学校卒。1974年東京大学薬学部薬学科卒業。東京大学大学院薬学系研究科薬学専門課程修士課程修了。1978年東京大学大学院薬学系研究科製薬化学博士課程中途退学。1981年東京大学大学院理学系研究科(科学史・科学基礎論)修士課程修了。1984年東京大学大学院理学系研究科(科学史・科学基礎論)博士課程単位取得退学。1984年山口大学教養部助教授。1993年青森公立大学経営経済学部教授。1997年東京農工大学農学部教授。2003年恵泉女学園大学大学院人文学研究科教授。2005年東京大学大学院新領域創成科学研究科教授。2014年星槎大学共生科学部・大学院教育学研究科教授。2014年東京大学名誉教授。2016年星槎大学副学長。
日本学術会議連携会員（2006年〜2014年）、環境学委員会委員・環境思想・環境教育分科会委員長（2011〜2014）。日本ユネスコ国内委員会自然科学小委員会人間と生物圏計画(MAB)分科会調査委員（2014〜）。
環境社会学会会長（2013〜2015）。地球システム・倫理学会副会長（2014年〜）。
日本自然保護協会参与(2012〜）。一般社団法人自然の権利基金理事（2005〜）。原子力市民委員会アドバイザー（2013〜）。三人委員会共同代表（1997〜）。
東京大学原発災害支援フォーラム（TGF）世話人(2011-2014)。

## 著書

### 単著
- 鬼頭秀一『自然保護を問いなおす―環境倫理とネットワーク』ちくま新書、1996年5月、254頁。ISBN 978-4-480-05668-9。

### 編著
- 『環境の豊かさをもとめて――理念と運動』（『講座 人間と環境』 第12巻）（編著、昭和堂、1999年）。

### 共編著
- 鬼頭秀一・福永真弓（編）『環境倫理学』（東京大学出版会、2009年）。
- 鷲谷いづみ・鬼頭秀一（編）『自然再生のための生物多様性モニタリング』（東京大学出版会、2007年）。
- 内山節・大熊孝・鬼頭秀一・榛村純一（編）『市場経済を組み替える』（農文協、1999年）。
- 内山節・大熊孝・鬼頭秀一・榛村純一（編）『ローカルな思想を創る』（農文協、1998年）。
- 小原秀雄、鬼頭秀一、森岡正博、阿部治、戸田清、リチャード・エバノフ（編）『環境思想の系譜』全3巻（東海大学出版会、1995年）。